# Stefan Diezi
Stefan Diezi junior (* 22. September 1999 in Zürich) ist ein Schweizer Eishockeyspieler, der seit Dezember 2024 bei den Port Huron Prowlers aus der Minor League Federal Prospects Hockey League (FPHL) unter Vertrag steht.

## Karriere
Diezi wurde in der Nachwuchsbewegung des ZSC Lions ausgebildet. Im Laufe der Saison 2018/19 gab er sein Profidebüt für die GCK Lions in der Swiss League. Bei seinem ersten Einsatz erzielte der Flügelstürmer ein Tor.
Im Verlauf der Saison 2019/20 wurde er an den EHC Seewen aus der MySports League verliehen. Zur folgenden Spielzeit wechselte Diezi fix zum Ligakonkurrenten EHC Arosa. Dort war er bis zum Saisonende 2023/24 aktiv. Er wechselte auf die darauf folgende Saison zum EHC Basel in die Swiss League und kam parallel bei Hockey Huttwil zum Einsatz. Im Dezember 2024 ging er nach Nordamerika, wo er sich den Port Huron Prowlers aus der Federal Prospects Hockey League (FPHL) anschloss.